# Hauffenia wienerwaldensis
Hauffenia wienerwaldensis es una especie de molusco gasterópodo de la familia Hydrobiidae en el orden de los Mesogastropoda.

## Distribución geográfica
Es  endémica de Austria.